# جورج بلاك (سياسي كندي)
جورج بلاك هو شخصية أعمال وسياسي كندي، ولد في 17 يناير 1778، وتوفي في 19 مايو 1854.